# George Enescu

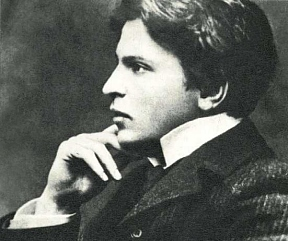
George Enescu

George Enescu (Ausspracheⓘ; * 19. August 1881 in Liveni Vîrnav, heute im Kreis Botoșani; † 4. Mai 1955 in Paris) war ein rumänischer Komponist, Violinist und Dirigent.

## Leben
George Enescu spielte bereits mit vier Jahren Violine und mit fünf Jahren komponierte er. Unter seinen ersten Lehrern befand sich der Komponist Eduard Caudella. 1888 bis 1894 studierte er in Wien unter anderem bei Joseph Hellmesberger junior (Violine), Ludwig Ernst (Klavier) und Robert Fuchs (Komposition). Bereits 1889 debütierte er öffentlich als Violinist. 1895 bis 1899 absolvierte er ein Kompositionsstudium am Pariser Konservatorium bei André Gedalge, Jules Massenet und Gabriel Fauré. Zu seinen Mitschülern zählten Maurice Ravel, Florent Schmitt und Charles Koechlin. 1898 erklang in den Concerts Colonne sein Opus 1, das Poème roumain. Im gleichen Jahr begann er in Bukarest zu dirigieren.
1902 gründete Enescu mit Louis Fournier und Alfredo Casella ein Klaviertrio, 1904 das Enescu-Quartett. Parallel zu seinen Aktivitäten in Paris wirkte er auch in seinem Heimatland, wo er ein Haus in Sinaia besaß. Er rief 1912 in Bukarest den Enescu-Preis für Komposition ins Leben. Er leitete 1914 die erste vollständige Aufführung von Beethovens 9. Sinfonie in Rumänien. 1917 gründete er das George-Enescu-Sinfonieorchester in Iași sowie die „Gesellschaft rumänischer Komponisten“. 1921 eröffnete er die Opera Națională București, wobei er den Lohengrin dirigierte. 1932 fand er durch seine musikwissenschaftlichen Studien Aufnahme in die Rumänische Akademie.
1937 heiratete Enescu die große Liebe seines Lebens, Maria Cantacuzino (1878–1969), genannt „Maruca“ (geborene Tescanu Rosetti). Das Jugendstilpalais des Politikers Gheorghe Grigore Cantacuzino in der Bukarester Calea Victoriei wurde so zum Heim (und heute Museum) Enescus. Nach einer Konzertreise in die Vereinigten Staaten im Herbst 1946 kehrte Enescu aus Protest gegen die kommunistische Regierung nicht mehr nach Rumänien zurück. Er ist in Paris auf dem Friedhof Père-Lachaise beerdigt.

## Bedeutung

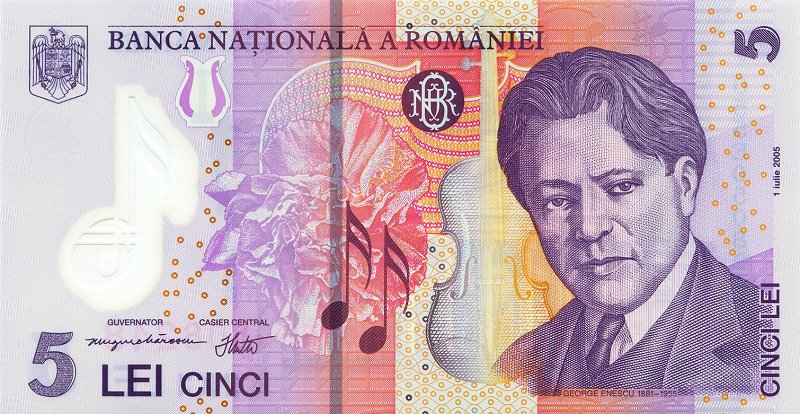
Das Konterfei Enescus ist auf dem rumänischen 5-Lei-Schein abgebildet

Als Lehrer war er nicht nur in Frankreich (Conservatoire de Paris) und Rumänien, sondern auch in Siena, am Mannes College of Music in New York und anderen amerikanischen Schulen und Universitäten tätig; zu seinen Schülern zählen unter anderem Christian Ferras, Ivri Gitlis, Arthur Grumiaux, Leroy Anderson und Yehudi Menuhin.
Diese vielfältigen Tätigkeiten als Violinist, Dirigent, Lehrer, Musikwissenschaftler und Organisator ließen Enescu wenig Zeit zum Komponieren. So ist sein Werkkatalog überschaubar und die einzelnen Werke haben teilweise lange Entstehungszeiten. Sein bedeutendstes Werk, die Oper Oedipe, entstand in den Jahren 1921 bis 1931; einige Stücke, so sein zweites Streichquartett und die vokale sinfonische Dichtung Vox maris, liegen in mehreren Fassungen vor, und mehrere Kompositionen, so die 4. und 5. Sinfonie, blieben unvollendet (und wurden 2004 bzw. 2005 von Pascal Bentoiu vervollständigt). Irreführend betreffs Datierung ist auch die Zählung der Opusnummern, denn Enescu pflegte Werkgruppen unter einer Nummer zusammenzufassen, auch wenn Jahrzehnte zwischen ihrer Entstehung lagen.
Der Kompositionsstil Enescus ist schwer zu fassen; er schwankt zwischen einer an Richard Wagner orientierten Monumentalromantik in der ersten Sinfonie (1903), französischen Einflüssen in den Sept chansons de Clément Marot (1908), neobarocken Tendenzen in der zweiten Orchestersuite (1915) und einem ganz individuellen modernen Ausdruck wie in vielen Kammermusikwerken, der Oper Oedipe und der Kammersinfonie (1954), seinem letzten Werk. Doch dem breiten Publikum ist Enescu nur mit den von der rumänischen Volksmusik inspirierten Stücken bekannt: der dritten Violinsonate dans le caractère populaire roumain (1926), der dritten Orchestersuite villageoise (1938), vor allem aber mit den beiden Rumänischen Rhapsodien op. 11 (1901), deren Popularität selbst ihrem Schöpfer unangenehm wurde. Sie verstellen noch heute den Blick auf das vielseitige Schaffen des bedeutendsten rumänischen Komponisten.

## Werke

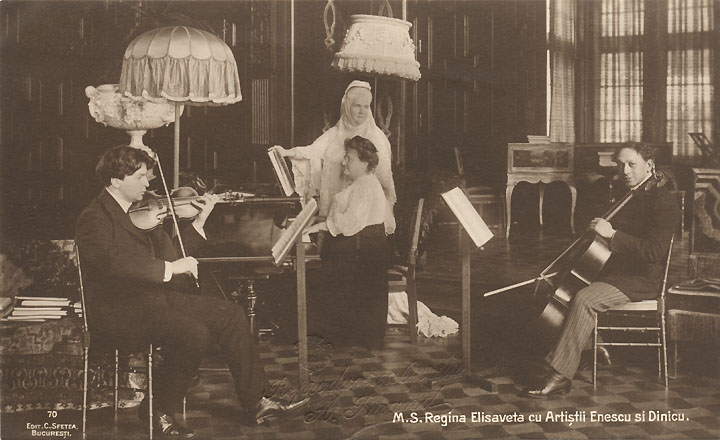
Die rumänische Königin (Elisabeth zu Wied) mit George Enescu und Dimitrie Dinicu

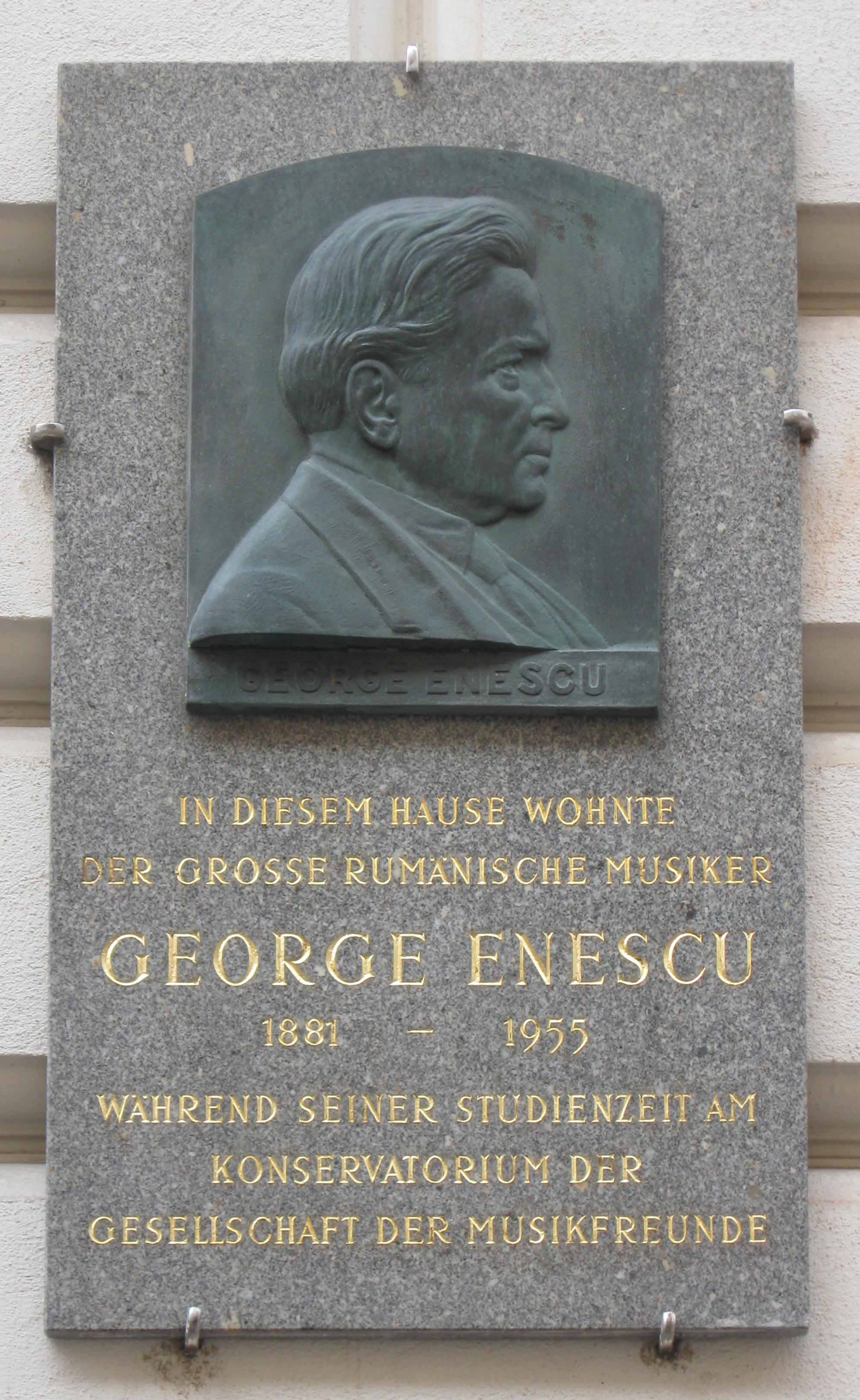
Gedenktafel in Wien 4, Frankenberggasse 6

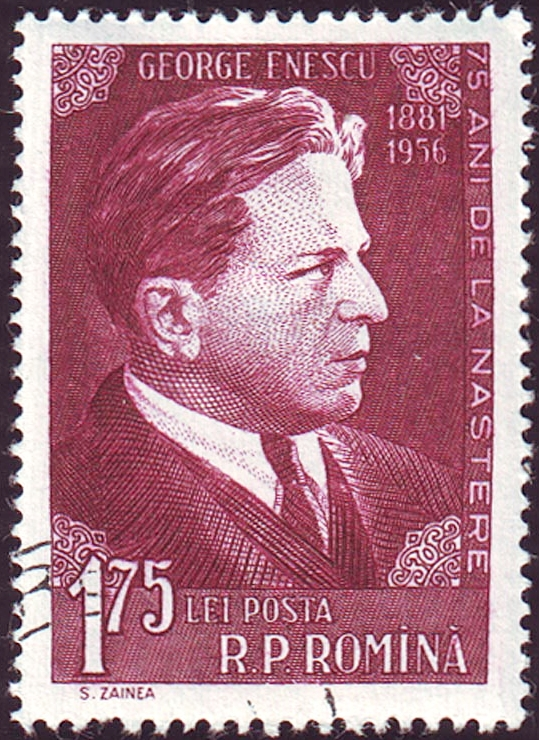
Briefmarke zum 75. Geburtstag Enescus (Rumänien 1956)

### Opern
- Oedipe. Lyrische Tragödie op. 23 (1921–1931; UA 1936)

### Sinfonien
- 4 frühe Sinfonien (d-Moll, 1894, F-Dur, 1895, F-Dur, 1896, Es-Dur, 1898)
- Sinfonie Nr. 1 Es-Dur op. 13 (1905)
- Sinfonie Nr. 2 A-Dur op. 17 (1912–1914)
- Sinfonie Nr. 3 C-Dur op. 21 für Klavier, Chor und Orchester (1916–1918, rev. 1921)
- Sinfonie Nr. 4 e-Moll (1934; unvollendet, Aufführungsfassung erstellt von Pascal Bentoiu)
- Sinfonie Nr. 5 D-Dur für Tenor, Frauenchor und Orchester (1941; unvollendet, Aufführungsfassung erstellt von Pascal Bentoiu)

### Weitere Orchesterwerke
- 3 Ouvertüren (1891–94)
- Tragische Ouvertüre (1895)
- Triumphale Ouvertüre (1896)
- Violinkonzert a-Moll (1896)
- Fantasie für Klavier und Orchester (1896)
- Klavierkonzert (1897; unvollendet)
- Suite roumaine Nr. 1 (1896; unvollendet)
- Suite roumaine Nr. 2 (1897)
- Poème roumain op. 1 mit Männerchor (1897)
- Symphonie concertante h-Moll für Violoncello und Orchester op. 8 (1901)
- Suite Nr. 1 C-Dur op. 9 (1903)
- 2 Rhapsodies roumaines op. 11 (1901)
- 2 Intermezzi für Streicher op. 12 (1902/03)
- Suite châtelaine (1911; Fragment)
- Suite Nr. 2 C-Dur op. 20 (1915)
- Suite Nr. 3 villageoise D-Dur op. 27 (1937/38)
- Konzertouvertüre sur des thèmes dans le caractère populaire roumain A-Dur op. 32 (1948)

### Kammermusik
- Klavierquintett (1895)
- Klaviertrio (1897)
- Violinsonate Nr. 1 D-Dur op. 2 (1897)
- Cellosonate Nr. 1 f-Moll op. 26 Nr. 1 (1898)
- Aubade für Streichtrio (1899)
- Violinsonate Nr. 2 f-Moll op. 6 (1899)
- Andante religioso für 2 Celli und Orgel (1900)
- Streichoktett C-Dur op. 7 (1900)
- Allegro de concert für Harfe (1904)
- Bläserdezett D-Dur op. 14 (1906)
- Konzertstück für Viola und Klavier (1906)
- Klavierquartett Nr. 1 D-Dur op. 16 (1909)
- Klaviertrio a-Moll (1916)
- Streichquartett Nr. 1 Es-Dur op. 22 Nr. 1 (1916–1920)
- Violinsonate Nr. 3 a-Moll dans le caractère populaire roumain op. 25 (1926)
- Cellosonate Nr. 2 C-Dur op. 26 Nr. 2 (1935)
- Impressions d’enfance für Violine und Klavier op. 28 (1940)
- Klavierquintett a-Moll op. 29 (1940)
- Klavierquartett Nr. 2 d-Moll op. 30 (1943/1944)
- Streichquartett Nr. 2 G-Dur op. 22 Nr. 2 (1950–1953)
- Kammersinfonie E-Dur für 12 Instrumente op. 33 (1954)
- Legende für Trompete und Klavier
- Cantabile et Presto für Flöte und Klavier

### Klaviermusik
- Scherzo (1896)
- Klaviersuite Nr. 1 g-Moll dans le style ancien op. 3 (1897)
- Variationen für 2 Klavier op. 5 (1898)
- Klaviersuite Nr. 2 D-Dur op.10 (1901–1903)
- Präludium und Fuge (1903)
- Nocturne (1907)
- Klaviersuite Nr. 3 Pièces impromptues op. 18 (1913–16)
- Pièce sur le nom de Fauré (1922)
- Klaviersonate Nr. 1 fis-Moll op. 24 Nr. 1 (1924)
- Klaviersonate (Nr. 2) D-Dur op. 24 Nr. 3 (1933–1935) (Die Sonate op. 24 Nr. 2 wurde nie niedergeschrieben.)

### Chorwerke
- L’aurore für Sopran, Frauenchor und Orchester (1897/1898)
- Vox maris. Sinfonische Dichtung für Sopran, Tenor, Chor und Orchester op. 31 (1929–1951)
- Liniște (Stille) (1946)

### Lieder
- Trois mélodies op. 4 (1898)
- Sept chansons de Clément Marot op. 15 (1908)
- 3 melodii op. 19 (1915/1916)
- etwa 25 weitere Lieder

## George Enescu Festival Bukarest
Seit 1958 gibt es zu seinen Ehren alle drei Jahre in Bukarest das George Enescu Festival (George Enescu International Competition).
Es ist das größte Festival für klassische Musik in Rumänien und eines der größten in Osteuropa. Enescus enger Mitarbeiter George Georgescu organisierte das erste Festival. Die Höhepunkte 1958 waren eine Aufführung von Bachs Konzert für zwei Violinen mit Yehudi Menuhin und David Oistrach als Solisten und eine Inszenierung von Enescus einziger Oper Oedipe unter der Leitung von Constantin Silvestri.